# ایستگاه کنترل هوایی نیوو-میلیگن
ایستگاه کنترل هوایی نیوو-میلیگن (به انگلیسی: Air Operations Control Station Nieuw-Milligen) یک فرودگاه نظامی است. این فرودگاه در کشور هلند قرار دارد و در ارتفاع ۲۸ متری از سطح دریا واقع شده‌است.